# Geralt de Rivia
Geralt de Rivia (en polonès: Geralt z Rivii) és un personatge fictici i protagonista de la sèrie de novel·les The Witcher escrites per polonès Andrzej Sapkowski. En Geralt és un dels últims bruixots que queden al Continent. Com a tot bruixot, és un caçador de monstres i ha sigut entrenat des de petit per a acomplir aquesta tasca.
En Geralt va ser interpretat per Michał Żebrowski en la pel·lícula polonesa The Hexer així com amb la sèrie de televisió amb el mateix nom. Henry Cavill el va interpretar a la sèrie The Witcher de Netflix.

## Anàlisi i recepció literària
Geralt és descrit com una persona d'esperit emblemàtic dins la cultura neoliberal antipolítica polonesa de la dècada de 1990. És un professional que exerceix les seves funcions i no està disposat a involucrar-se en les "petites disputes" de la política contemporània. Marek Oramus va comparar Geralt amb el personatge de signatura de Raymond Chandler, Philip Marlowe. El 2018, GamesRadar el va classificar com el sisè millor heroi de la història dels videojocs. El 2018, Geralt va ser inclòs al Top 25 dels millors personatges de videojocs de tots els temps de Tom's Guide.